# Os Meninos de Ouro
Os Meninos de Ouro é um roman à clef  de 1983 de Agustina Bessa-Luís. Neste ficciona-se a construção de um mito messiânico num período recente da sociedade portuguesa. A autora inspirou-se em figuras reais, suas conhecidas, para criar os seus personagens, entre as quais Francisco Sá Carneiro e Ruben A. . 
Em 1984 este livro recebeu o Grande Prémio de Romance e Novela da Associação Portuguesa de Escritores.

## Personagens
- José Moreira Matildes - Francisco Sá Carneiro
- Rosamaria - Isabel Sá Carneiro
- Marina Torrão - Snu Abecassis
- Andreusa - Conceição Monteiro
- Francisco Farinha/Farina - Ruben A.